# Coenaletes
Super-famille
Famille
Genre
Coenaletes est un genre de collemboles, le seul de la famille des Coenaletidae et de la super-famille des Coenaletoidea.

## Distribution
Les espèces de ce genre se rencontrent aux Caraïbes et en Nouvelle-Guinée.
Les deux espèces de ce genre ont été découvertes sur des bernard l'ermites du genre Coenobita.

## Liste des espèces
Selon Checklist of the Collembola of the World (version du 14 septembre 2019) :
- Coenaletes caribaeus Bellinger, 1985
- Coenaletes vangoethemi (Jacquemart, 1980)

## Publication originale
- Bellinger, 1985 : A new family of Collembola (Arthropoda, Tracheata), Caribean Journal of Science, vol. 21, no 3/4, p. 117-123 (texte intégral).